# 維爾德河
51°09′12″N 8°46′26″E / 51.15342°N 8.77396°E

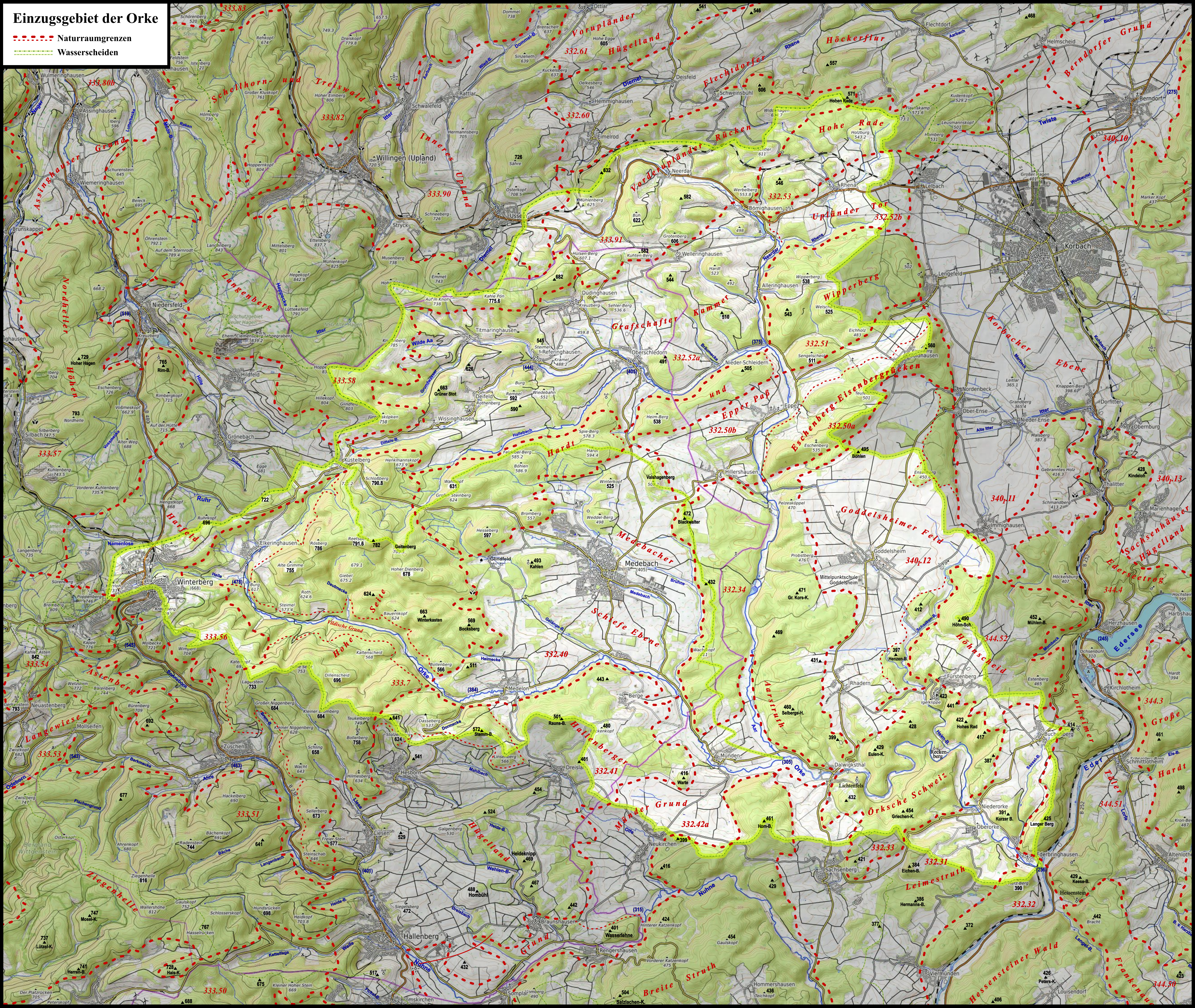

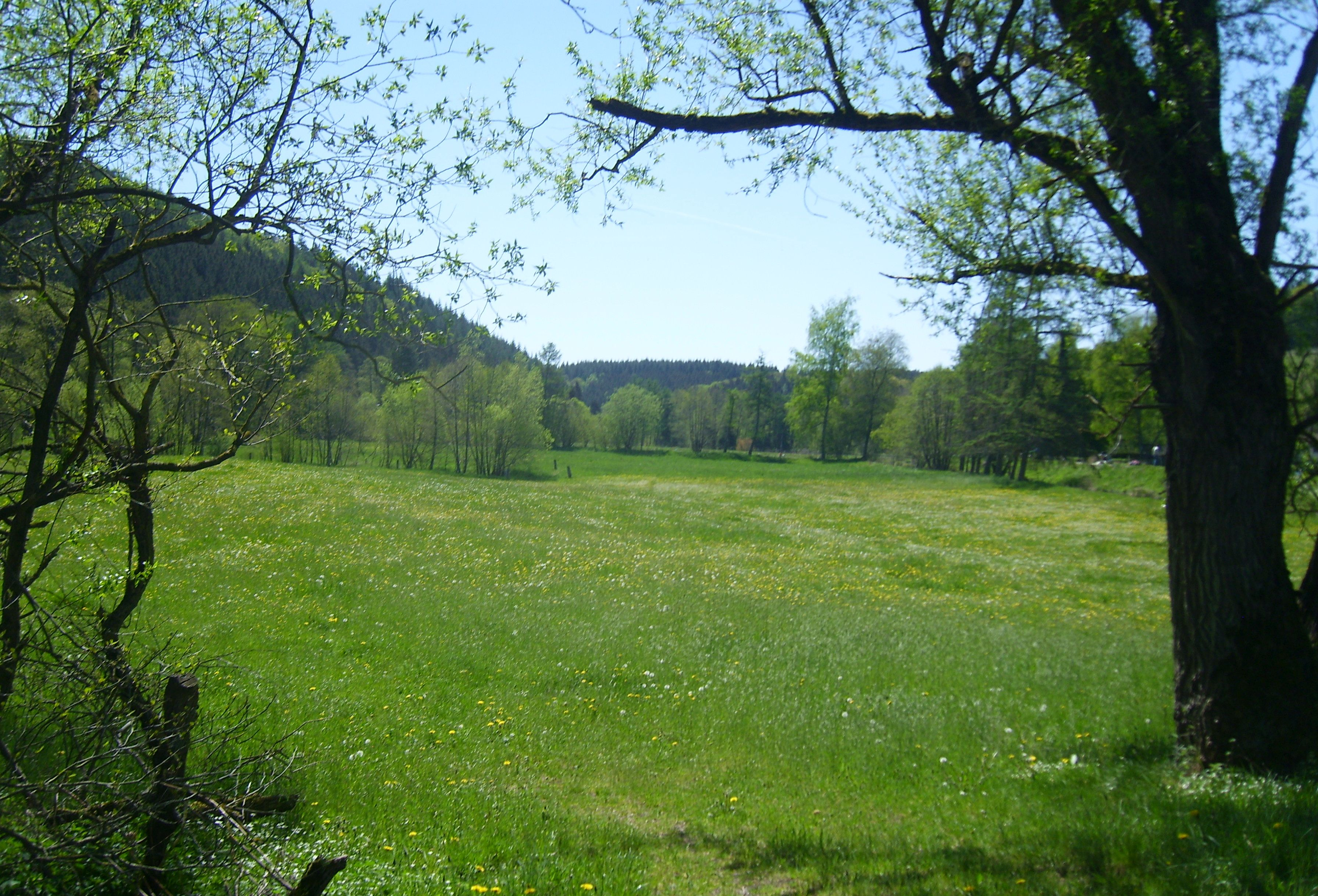

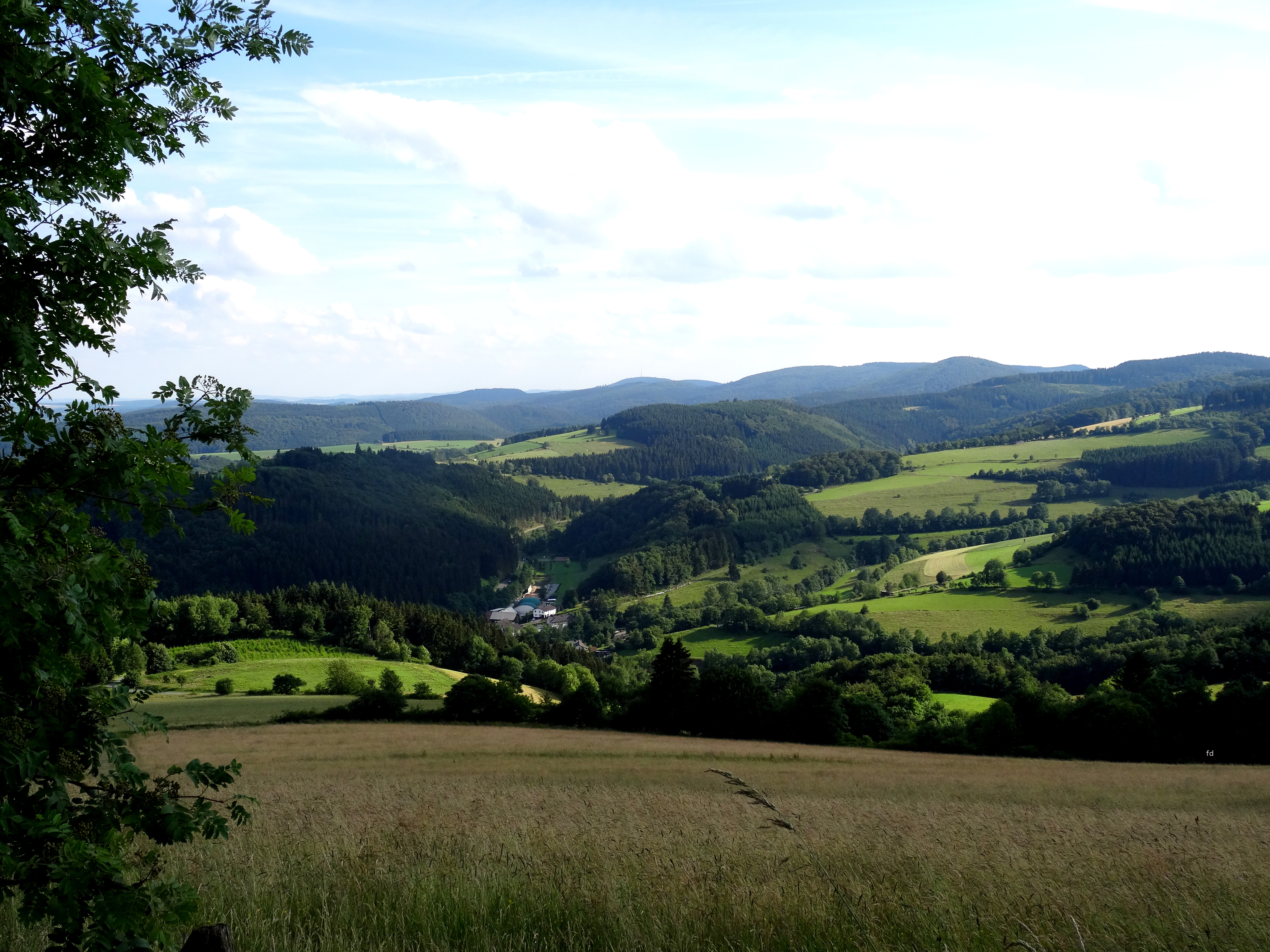

維爾德河（德語：Wilde Aa），是德國的河流，位於該國西部，流經北萊茵-威斯特法倫州和黑森州，屬於奧爾克河的左支流，河道全長27公里，流域面積126平方公里。